# Hoya davidcummingii
Hoya davidcummingii ist eine Pflanzenart der Gattung der Wachsblumen (Hoya) aus der Unterfamilie der Seidenpflanzengewächse (Asclepiadoideae). Der Artname Hoya davidcummingii ehrt den australischen Hoya-Sammler David Cumming.

## Beschreibung

### Vegetative Merkmale
Hoya davidcummingii wächst als kletternde, ausdauernde krautige Pflanze. Die wenig verzweigte Stängel besitzen einen Durchmesser von etwa 2 mm. Unmittelbar unter den Knoten (Nodien) bilden sich kleine Luftwurzeln aus. Die Internodien sind etwa 3 bis 4 cm lang. Die gegenständig angeordneten Laubblätter sind in Blattstiel und Blattspreite gegliedert. Der kurze Blattstiel ist bis 1 cm lang. Die einfache, kahle Blattspreite ist bei einer Länge von 4 bis 10 Zentimeter und einer Breite von 2 bis 2,5 Zentimeter länglich, elliptisch und zugespitzt. Die Blattoberfläche ist dunkelgrün, das Grün ist zu den Rändern hin etwas dunkler. Die Blattunterseite ist etwas heller, ohne sichtbare Blattäderung.  

### Generative Merkmale
Der etwa 2 cm lange Blütenstandsschaft ist kahl. Die Blütenstandsschäfte fallen nicht ab, sondern es bilden sich daran neue Blüten. Der doldige, halbkugelige Blütenstand enthält etwa 10 bis 20 Blüten. Die Anthese dauert etwa 5 Tage, Blüten können das ganze Jahr über erscheinen. Die Blüten besitzen keinen Nektar und „einen angenehmen frischen Duft“ bzw. der Geruch wird als „butterartig“ beschrieben. Die zwittrige, radiärsymmetrische, fünfzählige Blüte besitzt einen Durchmesser von etwa 1 cm (2 cm) und ist purpurrot oder rose gefärbt. Die Nebenkrone ist im Zentrum rot gefärbt mit gelben Zipfeln. Die Ränder der Kronblätter sind bei voll geöffneter Blüte nach leicht außen gebogen, die Enden sind stark umgebogen.

## Vorkommen

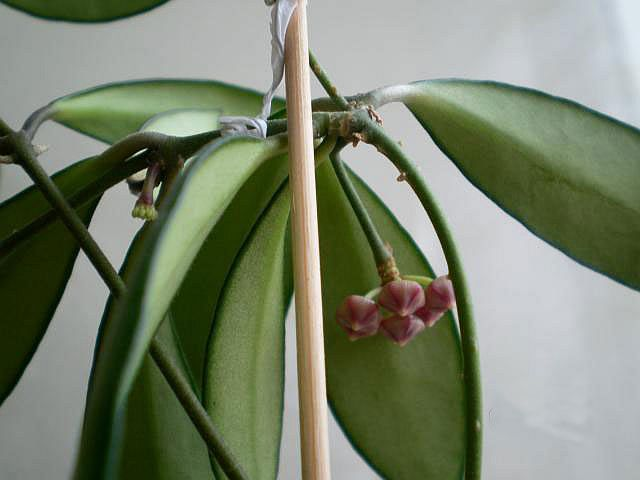
Gegenständige Laubblätter und Blütenstand mit knospigen Blüten.

Der Holotyp von Hoya davidcummingii wurde im Bulusan Volcano National Park in der Sorsogon-Provinz (Insel Luzon, Philippinen) an Waldrändern gefunden.